# Río Pusa
El río Pusa  es un corto río de la península ibérica, afluente por la margen izquierda del río Tajo.

## Curso
Nace en los montes de Toledo y transcurre en su totalidad en la provincia española de Toledo, recorriendo de sur a norte la comarca de La Jara.

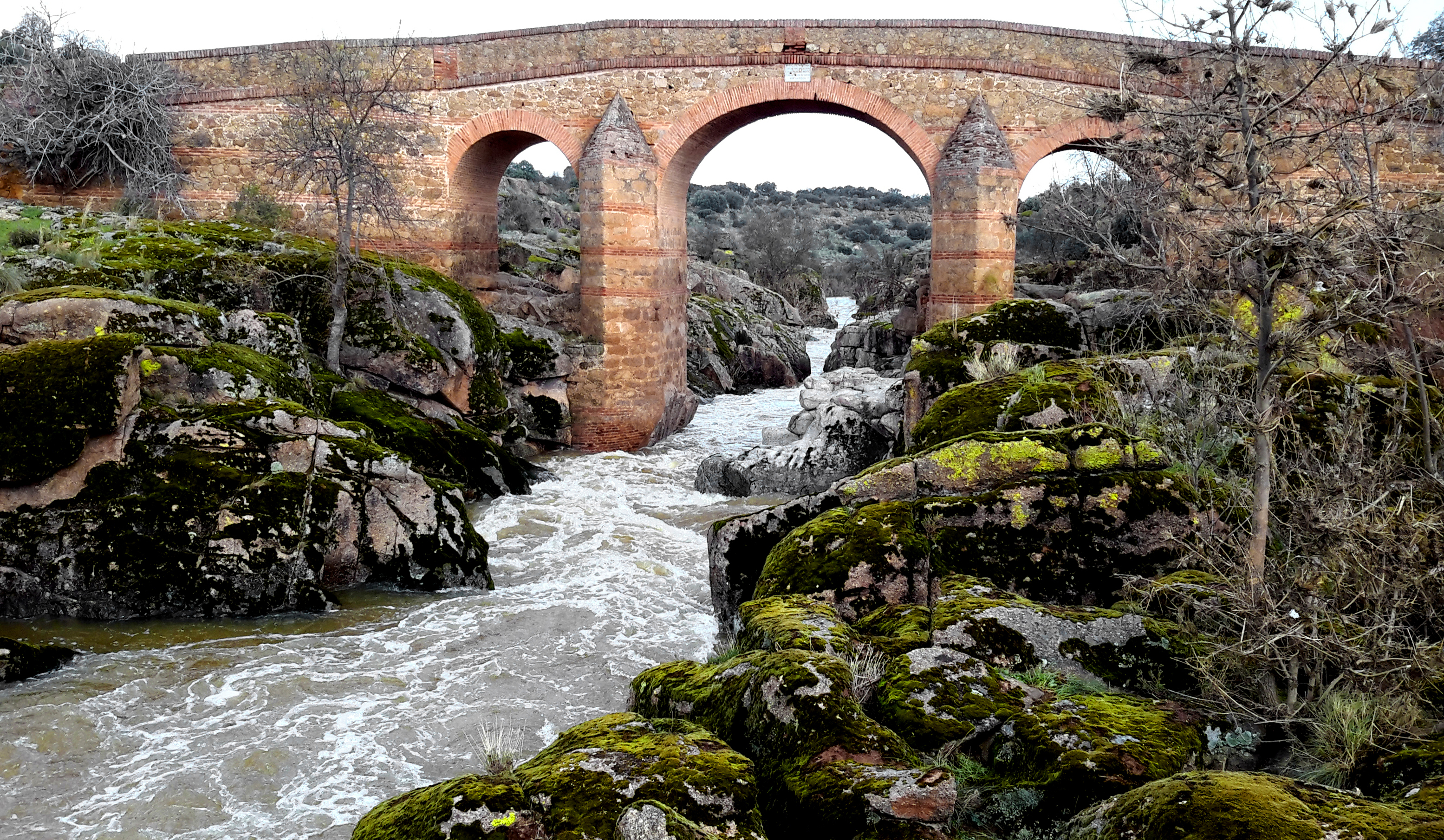
El Pusa crecido a su paso por el Puente de Santa Ana de Pusa.

Atraviesa las localidades de Santa Ana de Pusa, San Martín de Pusa, y descarga en el Tajo entre Malpica de Tajo y La Pueblanueva. Está bordeado por bosques de tipo mediterráneo y en invierno puede alcanzar cauces considerables con saltos y riscos en su origen. Destaca en su cauce el puente del siglo XIX situado en la localidad de Santa Ana de Pusa.
En su curso alto, en el término municipal de Los Navalucillos, se encuentra el pequeño embalse del Pusa, de 1 hm³ de capacidad.
Aparece descrito en el decimotercer volumen del Diccionario geográfico-estadístico-histórico de España y sus posesiones de Ultramar de Pascual Madoz de la siguiente manera:

PUSA: r. en la prov. de Toledo, part. jud. de Navahermosa: nace en las llanuras llamadas las Pinillas  á ¾ leg. de Robledo del Buey, alq. aneja de la v. de Navalucillos: sigue su curso hácia N. pasando por los térm. de la indicada v. y las de Navalmoral, Sta. Ana y San Martin, que toman su nombre, y atravesando la deh. que tambien lleva el mismo, entra en el Tajo, á su salida de ella, en térm. de Malpica, part. jud. de Talavera de la Reina: en todo su curso recibe por der. é izq. varios arroyuelos que se forman de las vertientes de las sierras, y aunque en tiempo de invierno es de bastante consideracion, se vadea la mayor parte del año y es muy escaso en el estio, solo tiene un mal puente de un arco, llamado Malpasillo, en térm. de Santa Ana; da movimiento a unos 12 molinos harineros; se halla sangrado por un canal que conduce sus aguas á la fab. de fundicion y ferreria titulada del Mazo, térm. de Navalucillos, á cuyas máquinas da movimiento; riega bastante porcion de huertas de verduras y frutales y abunda en peces comunes, truchas y anguilas.
(Madoz, 1849, p. 305)